# Svartensgatan

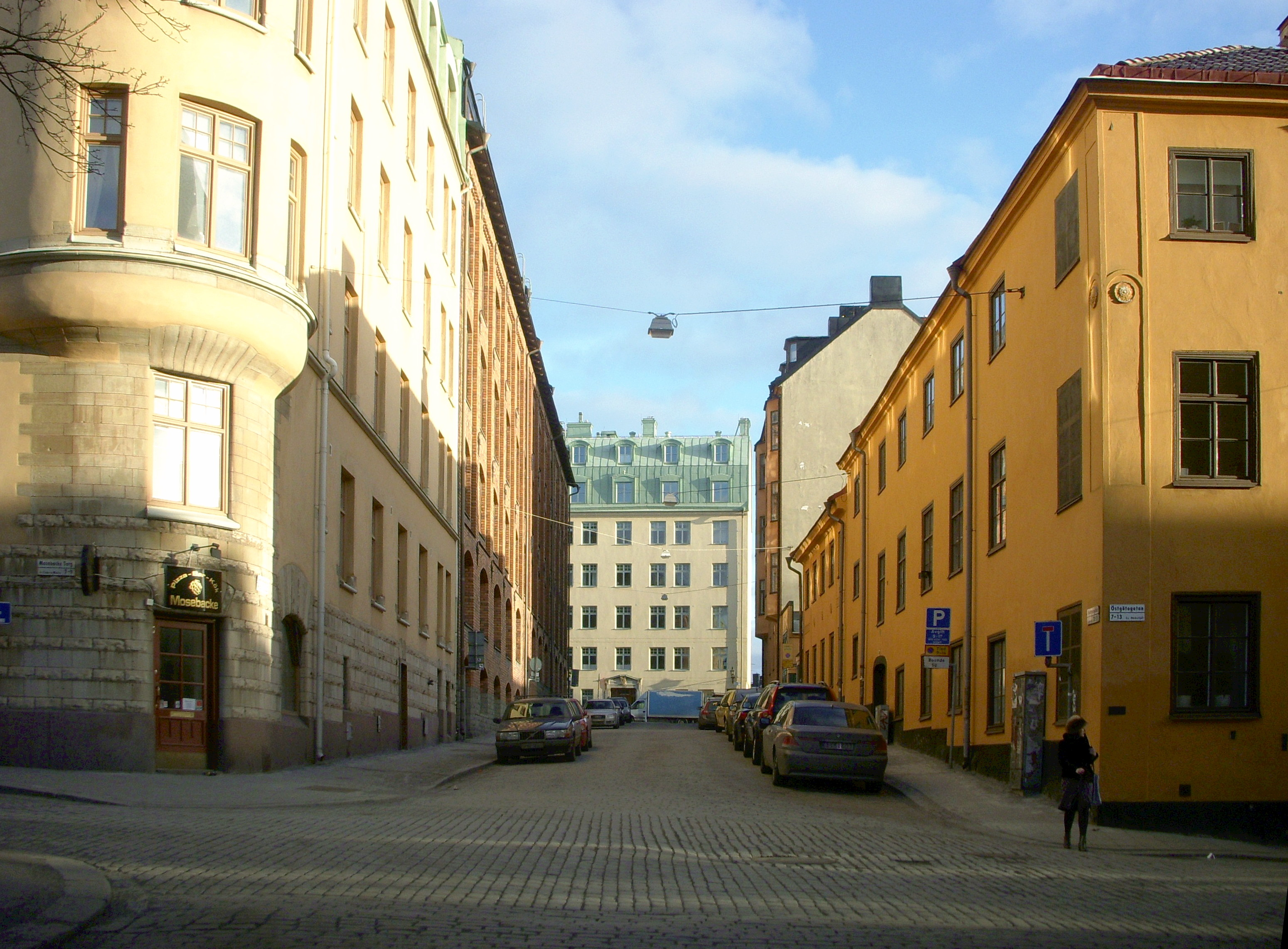
Svartensgatan österut i höjd med Mosebacke torg, med "Skandalhuset" i fonden, januari 2009.

Svartensgatan är en gata i stadsdelen Södermalm i Stockholm. Gatan sträcker sig i öst-västlig riktning från Katarina kyrkobacke förbi Mosebacke torg till Götgatan.

## Historik
Gatans äldsta dokumenterade namn är Fiskaregatan (1646). På Carl Björlings Karta Öfver S:ta Catharina församling år 1674 heter den Svartens eller Fiskaregatan och slutar i höjd med Mosebacke torg. På Petrus Tillaeus Stockholmskarta från 1733 kallas gatan Swartens gr(änd). Från 1840-talet används namnformen Svartens gatan och 1857 fick gatan sitt nuvarande namn. Ursprunget till namnet är inte helt klarlagt men kan möjligtvis komma från den kyrkobetjänt i Katarina kyrka Johan Andersson Schwart som dog 1674. Dagens Fiskargatan går parallellt med Svartensgatan ett kvarter norrut.

## Byggnader (urval)

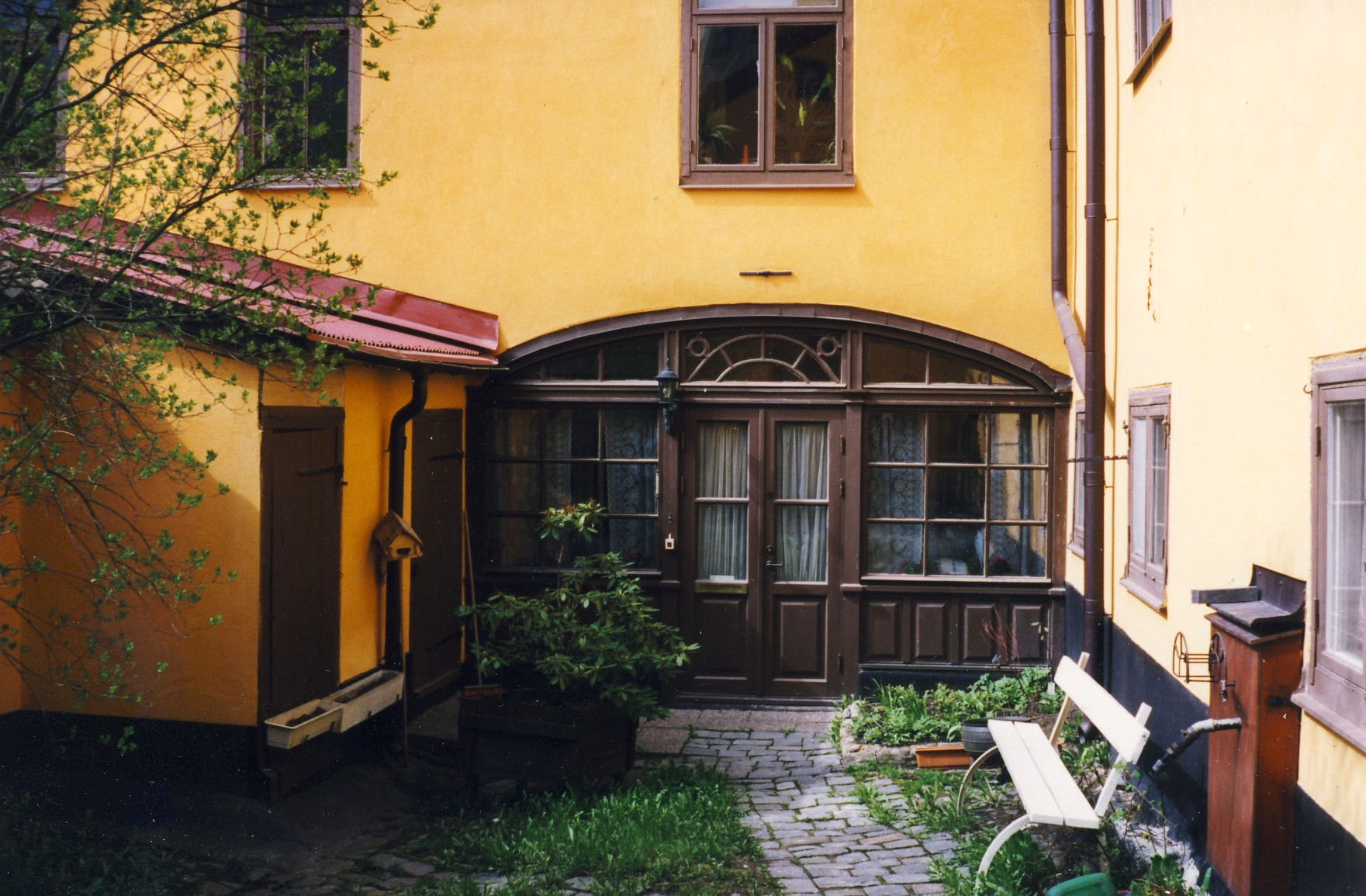
Bakgård i kvarteret Häckelfjäll, 1998.

Öster om Östgötagatan sträcker sig Svartensgatan förbi flera fastigheter med kulturhistoriskt värdefull bebyggelse. Några är blåmärkta av Stadsmuseet i Stockholm, vilket innebär att den utgör "synnerligen höga kulturhistoriska värden".
- I Kvarteret Häckelfjäll drivs det anrika glasmästeriet N.P. Ringström AB sedan 1886 i fjärde och femte generation. Kvarteret Häckelfjäll är ett gammalt kvartersnamn som finns dokumenterat redan 1652. Namnet går tillbaka till en tid då man trodde på häxor och under häxprocesserna på 1670-talet bodde flera av de utpekade i trakten.

- I Kvarteret Fiskaren mindre ligger Mosebacke vattentorn och Bångska huset samt en välbevarad fabriksbyggnad i rött tegel från 1895 (se Fiskaren mindre 14). Den är ett av de bästa exemplen på saklig industriarkitektur i Stockholms innerstad och uppfördes som verkstäder för Televerket efter ritningar av arkitekt Isak Gustaf Clason och ingenjör Fredrik Enblom.[2]

- I Kvarteret Kungen (tidigare en del av Häckelfjäll) finns  åtta sten- och trähus byggda under olika perioder av 1700- och 1800-talen. Kvarteret Kungen utgör en intakt förindustriell stadsmiljö med plank som binder ihop byggnaderna och innergårdarna.

## Bilder

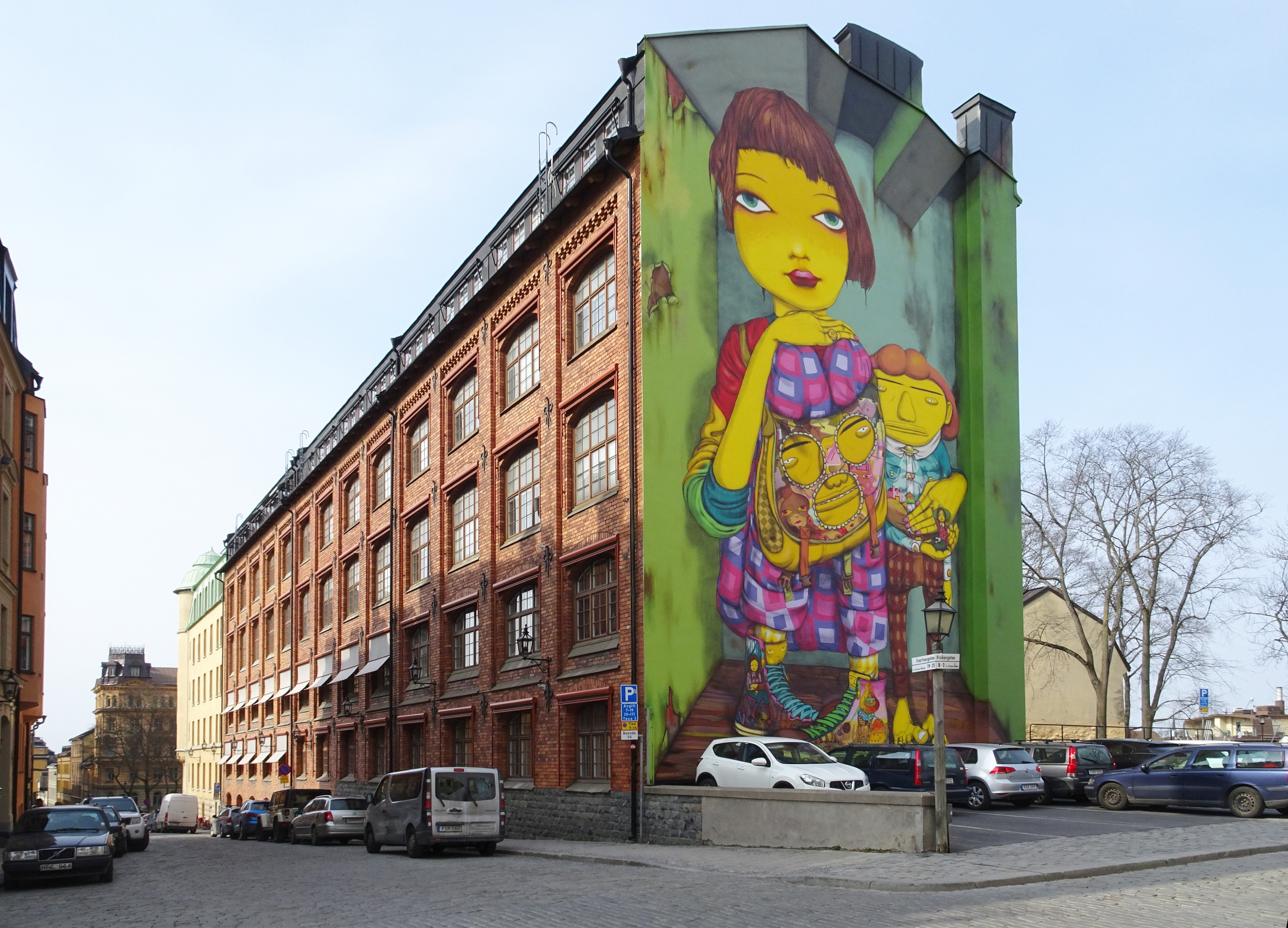
Svartensgatan mot väster med Fiskaren mindre 14.
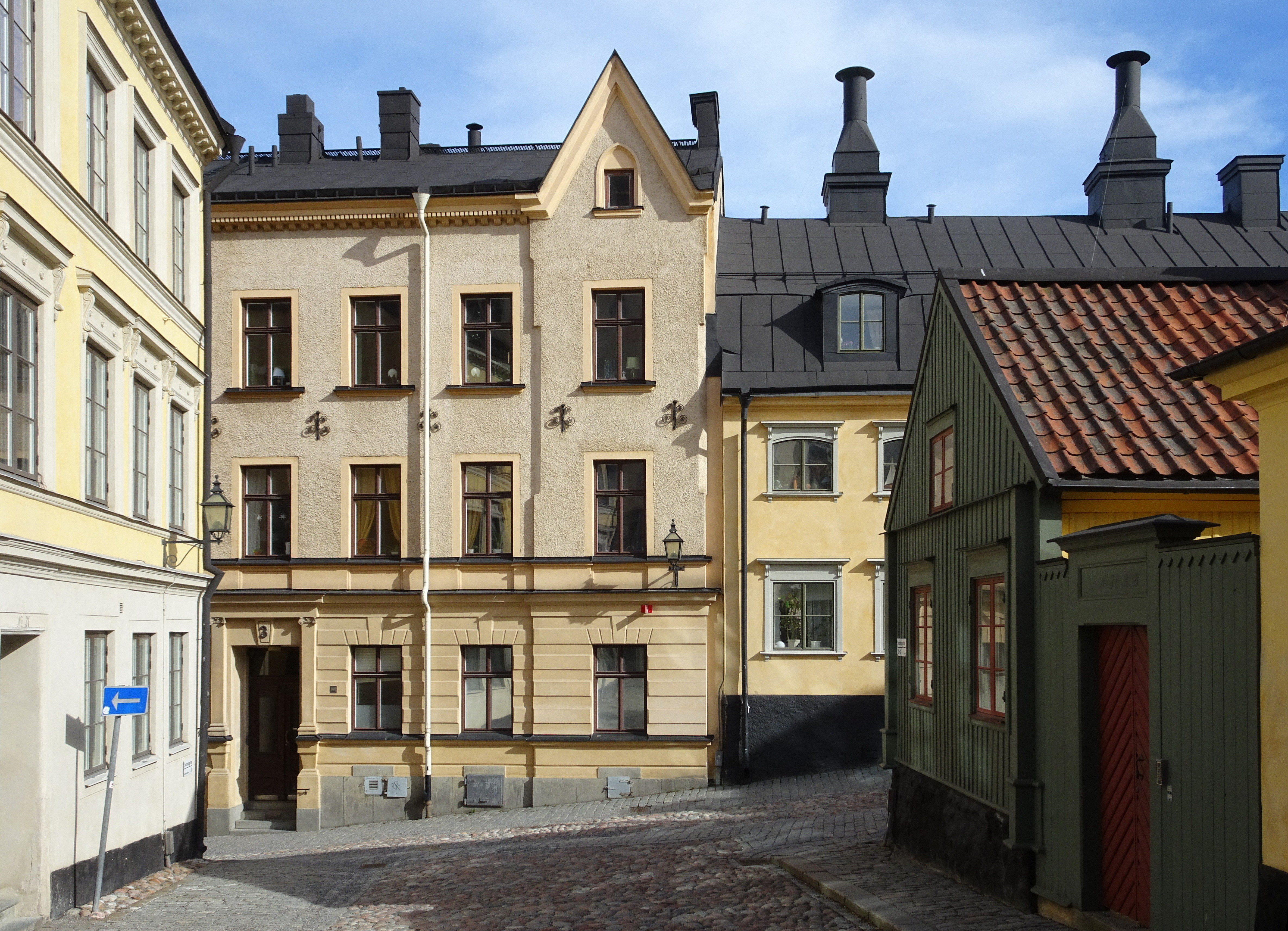
Svartensgatan mot öster vid Katarina kyrkobacke.
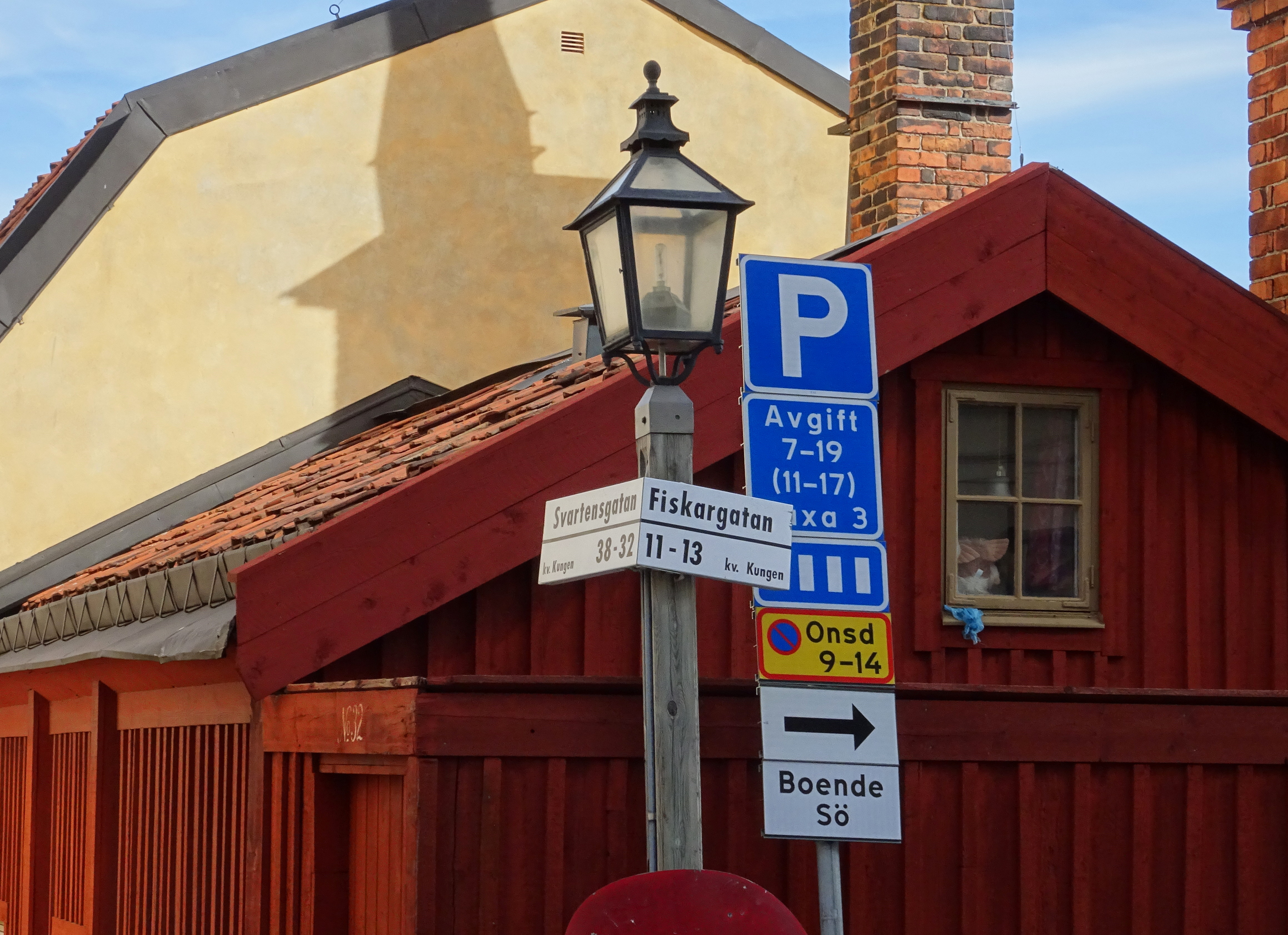
Svartensgatan / Fiskargatan.
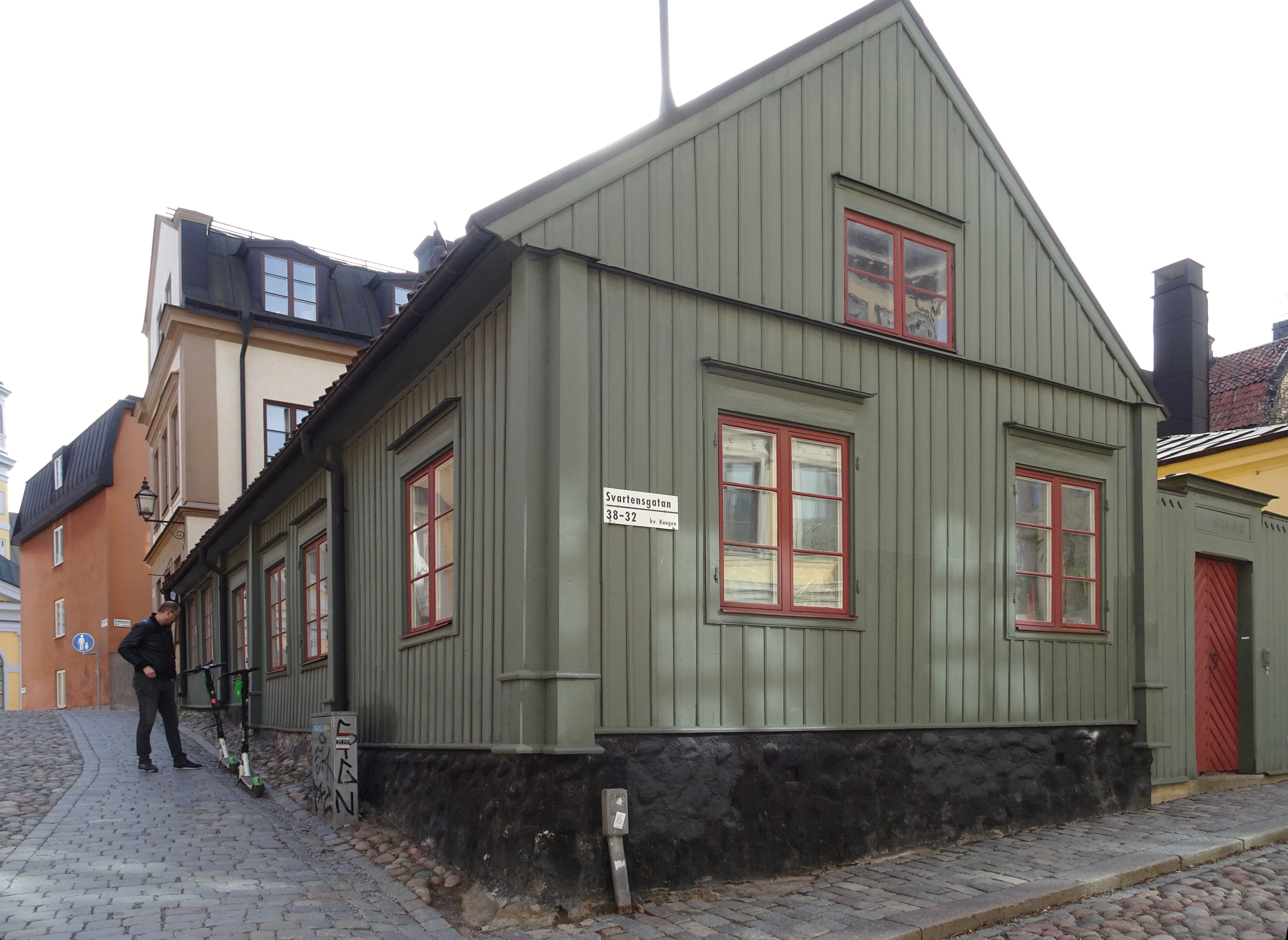
Trähus i kvarteret Kungen.
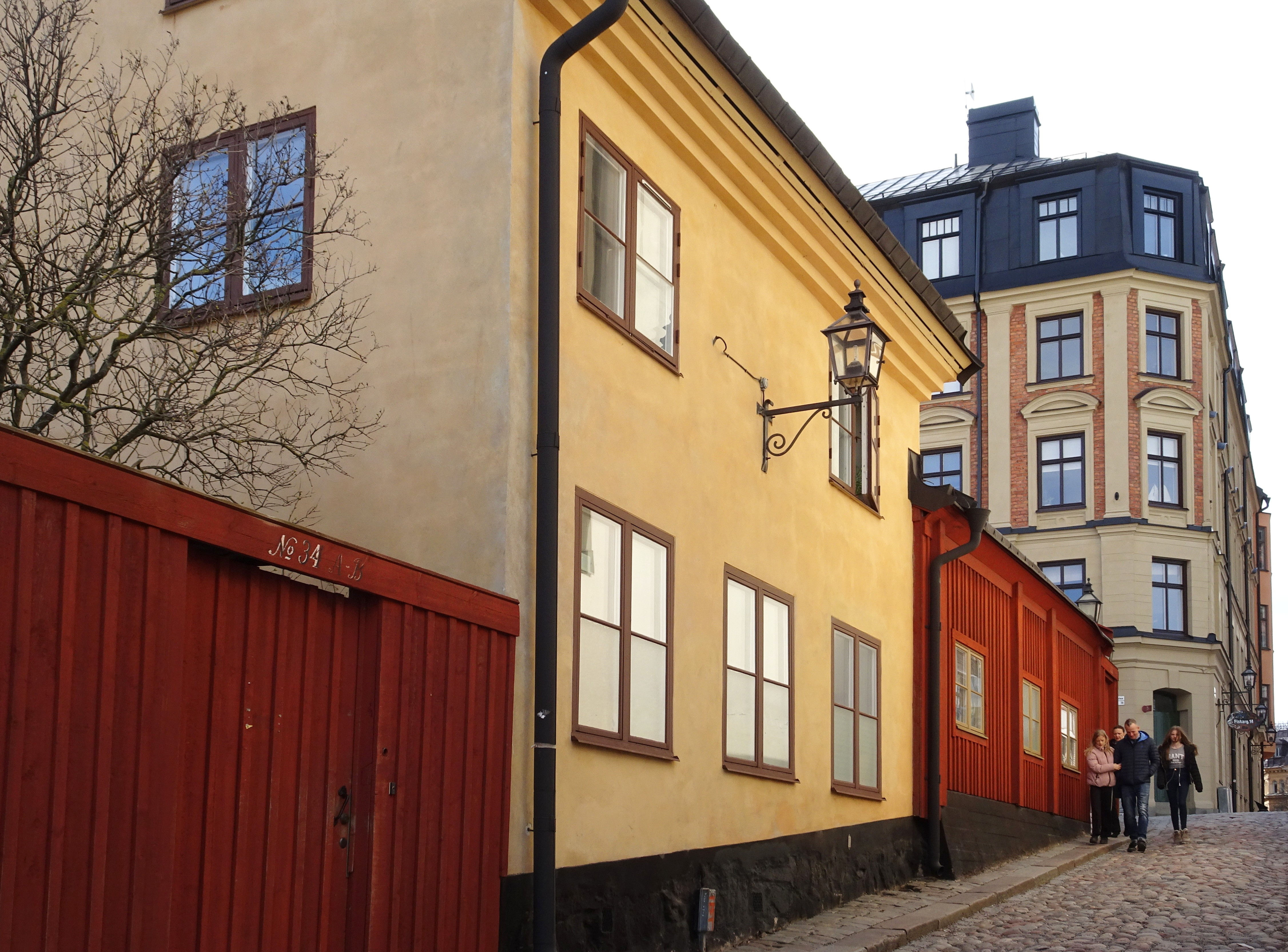
Stenhus i kvarteret Kungen.